# Jonas De Roeck
Jonas De Roeck (Barcelona, 20 december 1979) is een Belgisch voormalig profvoetballer en huidig voetbaltrainer. Als speler werd hij bij voorkeur als centrale verdediger uitgespeeld, en kwam achtereenvolgens uit voor Antwerp FC, Lierse, Germinal Beerschot, KAA Gent, FC Augsburg, OH Leuven en opnieuw Antwerp FC. 

## Spelerscarrière
De Roeck werd geboren in Barcelona, waar zijn vader op dat moment als scheikundig ingenieur werkte. Als kind woonde hij ook nog in de Verenigde Staten en Engeland. Hij  begon zijn profcarrière bij Antwerp FC, waar hij op 3 mei 1998 zijn officiële debuut maakte in het eerste elftal van de club: op de voorlaatste speeldag, toen Antwerp al zeker was van degradatie naar Tweede klasse, dropte toenmalig trainer Ratko Svilar hem tegen KSC Lokeren in de basis. De Roeck werd geleidelijk aan een vaste waarde bij Antwerp, en op zijn twintigste werd hij onder trainer Regi Van Acker zelfs aanvoerder.
Na vier seizoenen bij Lierse en twee bij Germinal Beerschot kwam hij terecht bij KAA Gent. Hij was tijdens zijn laatste seizoen bij Gent een stuwende kracht in de verdediging, maar toen hij niet wilde bijtekenen, verloor hij zijn basisplaats aan Marko Šuler. In 2009 trok hij naar FC Augsburg, dat op dat moment in de 2. Bundesliga speelde. In zijn tweede seizoen promoveerde de club naar de eerste Bundesliga.
De Roeck speelde mede door blessures minder in het seizoen 2010/11 en daardoor leek hij overbodig bij Augsburg en mocht hij vertrekken. Desondanks startte De Roeck in de eerste wedstrijd tegen SC Freiburg (2-2). De trainer van Augsburg, Jos Luhukay, was tevreden over zijn prestatie en kondigde aan dat De Roeck toch mocht blijven. In de zomer van 2013 keerde hij terug naar zijn eerste club, Antwerp FC.

## Trainerscarrière
Na zijn spelerscarrière werd De Roeck op 5 oktober 2015 trainer van vierdeklasser K. Lyra TSV, dat met 0 op 21 dramatisch aan het seizoen begonnen was. Na nederlagen tegen SC City Pirates Antwerpen en KVV Vosselaar liep deze negatieve reeks uit tot 0 op 27, maar op de tiende speeldag opende Lyra zijn rekening na een 0-0-gelijkspel tegen KFC Sint-Lenaarts. Met spelers als Jochem Tanghe en Jürgen Raeymaeckers slaagde De Roeck er uiteindelijk niet in om de club te behoeden voor de degradatie.
In seizoen 2016/17 werd hij trainer bij Berchem Sport. Hij werd met de club kampioen in Tweede klasse amateurs. Het seizoen daarop nam hij na twee speeldagen over bij Sint-Truiden, waar de Spanjaard Bartolomé Marquez was ontslagen. Hij tekende er voor twee seizoenen. Op het einde van zijn eerste seizoen in de Jupiler Pro League werd hij aan de deur gezet door STVV. De Japanse eigenaars kozen nadien als opvolger voor de ervaren Marc Brys.
Via Jean Kindermans, het opleidingshoofd van RSC Anderlecht die hij tijdens zijn Pro Licensescursus had leren kennen, kon De Roeck in 2018 aan de slag als beloftentrainer van Anderlecht. Hij ondertekende er een contract voor twee seizoenen. Na het ontslag van Hein Vanhaezebrouck in december 2018 werd De Roeck bevorderd tot assistent-trainer. Die functie combineerde hij tot het einde van het seizoen met die van beloftentrainer, want pas op het einde van het seizoen stelde Anderlecht met Craig Bellamy een nieuwe beloftentrainer aan.
Na enkele maanden als assistent-trainer onder Fred Rutten en interim-trainer Karim Belhocine was De Roeck in juni 2019 in beeld als hoofdtrainer van Union Sint-Gillis, maar hij bleef bij Anderlecht. Op 4 oktober 2019 was hij na het vertrek van Simon Davies interim-hoofdcoach voor de competitiewedstrijd tegen Sporting Charleroi, die Anderlecht met 1-2 won. Ook onder hoofdtrainers Frank Vercauteren en Vincent Kompany bleef De Roeck bij de A-kern actief als assistent-coach. In mei 2021 besloten speler en club in onderling overleg uit elkaar te gaan op het einde van het seizoen.
Op 27 mei 2021 werd De Roeck officieel voorgesteld als de nieuwe hoofdtrainer van KVC Westerlo. Hij werd er de opvolger van Bob Peeters, die in de vier voorgaande seizoenen naast de promotie naar de Jupiler Pro League had gegrepen. Op 2 december 2023 werd De Roeck ontslagen als trainer van KVC Westerlo.
Op 4 juni 2024 tekende De Roeck een contract als hoofdtrainer voor twee seizoenen bij Antwerp FC. Hij was de opvolger van de vertrokken Mark van Bommel. In de reguliere competitie wist hij The Great Old te plaatsen voor de Champions' Play-offs-eindronde die de landskampioen bepaalt, maar toch werd De Roeck op 3 maart 2025 ontslagen wegens wisselvallige resultaten. In de laatste vier wedstrijden werd maar een punt gehaald.

## Clubstatistieken
| Seizoen     | Club                | Competitie         | Competitie | Competitie | Competitie | Beker | Beker | Beker | Internationaal | Internationaal | Internationaal | Totaal | Totaal | Totaal |
| Seizoen     | Club                | Competitie         | Wed.       | Dlp.       | Ass.       | Wed.  | Dlp.  | Ass.  | Wed.           | Dlp.           | Ass.           | Wed.   | Dlp.   | Ass.   |
| ----------- | ------------------- | ------------------ | ---------- | ---------- | ---------- | ----- | ----- | ----- | -------------- | -------------- | -------------- | ------ | ------ | ------ |
| 1997/98     | Antwerp FC          | Jupiler Pro League | 2          | 0          | 0          | 0     | 0     | 0     | —              | —              | —              | 2      | 0      | 0      |
| 2000/01     | Antwerp FC          | Jupiler Pro League | 31         | 1          | 0          | 0     | 0     | 0     | —              | —              | —              | 31     | 1      | 0      |
| Club Totaal | Club Totaal         | Club Totaal        | 33         | 1          | 0          | 0     | 0     | 0     | 0              | 0              | 0              | 33     | 1      | 0      |
| 2001/02     | K Lierse SK         | Jupiler Pro League | 30         | 3          | 1          | 2     | 0     | 0     | —              | —              | —              | 32     | 3      | 1      |
| 2002/03     | K Lierse SK         | Jupiler Pro League | 32         | 2          | 0          | 2     | 0     | 0     | —              | —              | —              | 34     | 2      | 0      |
| 2003/04     | K Lierse SK         | Jupiler Pro League | 23         | 2          | 0          | 1     | 0     | 0     | 2              | 0              | 0              | 26     | 2      | 0      |
| 2004/05     | K Lierse SK         | Jupiler Pro League | 20         | 1          | 0          | 3     | 0     | 0     | —              | —              | —              | 23     | 1      | 0      |
| Club Totaal | Club Totaal         | Club Totaal        | 105        | 8          | 1          | 8     | 0     | 0     | 2              | 0              | 0              | 115    | 8      | 1      |
| 2005/06     | Germinal Beerschot  | Jupiler Pro League | 23         | 3          | 0          | 2     | 0     | 0     | —              | —              | —              | 25     | 3      | 0      |
| 2006/07     | Germinal Beerschot  | Jupiler Pro League | 17         | 1          | 1          | 0     | 0     | 0     | —              | —              | —              | 17     | 1      | 1      |
| Club Totaal | Club Totaal         | Club Totaal        | 40         | 4          | 1          | 2     | 0     | 0     | 0              | 0              | 0              | 42     | 4      | 1      |
| 2007/08     | KAA Gent            | Jupiler Pro League | 18         | 0          | 1          | 5     | 0     | 0     | —              | —              | —              | 23     | 0      | 1      |
| 2008/09     | KAA Gent            | Jupiler Pro League | 25         | 1          | 1          | 4     | 0     | 0     | —              | —              | —              | 29     | 1      | 1      |
| Club Totaal | Club Totaal         | Club Totaal        | 43         | 1          | 2          | 9     | 0     | 0     | 0              | 0              | 0              | 52     | 1      | 2      |
| 2009/10     | FC Augsburg         | 2.Bundesliga       | 26         | 1          | 1          | 4     | 0     | 0     | —              | —              | —              | 30     | 1      | 1      |
| 2010/11     | FC Augsburg         | 2.Bundesliga       | 9          | 0          | 0          | 1     | 0     | 0     | —              | —              | —              | 10     | 0      | 0      |
| 2011/12     | FC Augsburg         | Bundesliga         | 9          | 0          | 0          | 2     | 1     | 0     | —              | —              | —              | 11     | 1      | 0      |
| Club Totaal | Club Totaal         | Club Totaal        | 44         | 1          | 1          | 7     | 1     | 0     | 0              | 0              | 0              | 51     | 2      | 1      |
| 2012/13     | Oud-Heverlee Leuven | Jupiler Pro League | 15         | 0          | 1          | 0     | 0     | 0     | —              | —              | —              | 15     | 0      | 1      |
| Club Totaal | Club Totaal         | Club Totaal        | 15         | 0          | 1          | 0     | 0     | 0     | 0              | 0              | 0              | 15     | 0      | 1      |
| 2013/14     | Antwerp FC          | Tweede klasse      | 24         | 0          | 0          | 0     | 0     | 0     | —              | —              | —              | 24     | 0      | 0      |
| 2014/15     | Antwerp FC          | Tweede klasse      | 21         | 1          | 0          | 1     | 0     | 0     | —              | —              | —              | 22     | 1      | 0      |
| Club Totaal | Club Totaal         | Club Totaal        | 78         | 2          | 0          | 1     | 0     | 0     | 0              | 0              | 0              | 79     | 2      | 0      |
| TOTAAL      | TOTAAL              | TOTAAL             | 325        | 16         | 6          | 27    | 1     | 0     | 2              | 0              | 0              | 354    | 17     | 6      |